# Bodicote
Bodicote – wieś w Anglii, w hrabstwie Oxfordshire, w dystrykcie Cherwell. Leży 32 km na północ od Oksfordu i 102 km na północny zachód od Londynu. W 2011 miejscowość liczyła 2126 mieszkańców.